# Пореска олакшица
Пореска олакшица је монетарна олакшица која смањује опорезивање прихода. Статус пореске олакшице омогућује потпуно ослобађање пореза, смањивање стопе пореза или висине пореза на одређени део производа. Неки од примера су: изузимање хуманитарних организација од пореза на имовину или пореза на доходак, ветеране, и одређене прекограничне или пројекте који су под вишеструком јурисдикцијом.
Пореска олакшица се углавном односи на законско изузеће од општег правила пре него на потпуно ослобађање од пореза у посебним околностима. Такође, пореска олакшица се односи и на ослобађање, а не умањење пореза на одређене ставке.
Међународна бесцаринска куповина може се назвати "куповином без пореза". У куповини без пореза, роба се трајно води изван надлежности институција задужених за опорезивање, па самим тим и плаћање пореза није обавезно. Куповина без пореза се може наћи на бродовима, у авионима и другим саобраћајним средствима која путују између земаља или пореских области. Овај вид куповине је углавном доступан у бесцаринским продавницама, познатијих као "фри шопови". Међутим, свака роба може бити ослобођена од царине, под условом да се роба покаже царини приликом изласка из земље. У том случају, износ једнак порезу те робе враћа се купцу приликом изласка из земље. Овакав вид куповине је чешћи у Европи него у САД, где је једини изузетак савезна држава Луизијана. Међутим, тренутна правила Европске уније забрањују већину трговине без пореза унутар европске трговине, сем одређених, специјалних територија Европске уније које су ван пореске области.

## Специфичне монетарне олакшице
Понеке правосудне надлежности дозвољавају одређена новчана умањења основице пореза, које можемо назвати олакшица. Пример за то су амерички савезни или државни порески системи, који допуштају одбитак од одређеног износа у доларима за сваку од неколико категорија "личног изузећа". Слични износи се могу назвати и "лична накнада". Неки системи имају границе после којих се таква изузећа или накнаде укидају.

## Изузете организације
Постоје владе које дозвољавају олакшице приликом опорезивања за одређене типове организација. Олакшице могу бити ограничене на делове различитих карактеристика. Олакшице могу бити својствене у дефинисањима или ограничењима изван пореског закона.

#### Критеријуми за одобравање пореских олакшица
Постоје начин да организацијама буду одобрене олакшице. Различити приступи могу да се користе уз надлежност или посебно у оквиру поднадлежности. 
У неким случајевима се одобравају опште ослобађање од опорезивања организацијама које испуњавају одређене услове. Уједињено Краљевство, на пример, одобрава пореску олакшицу (порез на имовину и порез на добит) за организације који се уређени законом о хуманитарном раду. Опште ослобађање од опорезивања може бити донекле ограничено од стране надлежних због ограниченог обима за опорезивање. Неки надлежни наплаћују само једну врсту пореза, ослобађање од одређеног пореза. 
У неким случајевима се одобрава олакшица од само одређених врста пореза. Сједињене Америчке Државе изузимају одређене организације од пореза на доходак, али не од различитих акциза или већине пореза за допринос.

#### Хуманитарне и религијске организације
Многи порески системи пружају потпуно ослобођење од пореза признатим хуманитарним организацијама. Такве организације могу укључивати верске организације (храмове, џамије, цркве итд.), братске организације (друштвени клубови), јавне хуманитарне организације (нпр. организације које збрињавају бескућнике) или неке од широког спектра организација од јавног значаја. 
Систем Сједињених Америчких Држава ослобађа приход организација од федералних и многих државних пореза на добит. Како би се квалификовала за ослобађање од ових пореза, организација треба да је створена и да делује у једној од области која доноси пореске олакшице. Овде припада преко 28 врста организација. Такође, за већину типова организација, се захтева да се организација пријави за статус добијања пореске олакшице код Службе унутрашњих прихода или да буде верска организација. Важно је истаћи да систем Сједињених Америчких Држава не прави разлику између различитих врста органиѕација које могу добити пореску олакшицу (као што су образовне или добротворне) у сврху одобравања изузећа, али прави такве разлике када се ради о умањењу пореза за доприносе. У Новембру 2017. године, Републиканска странка је објавила порески рачун који би омогућио црквама да задрже своје пореске олакшице чак и ако подржавају политичке кандидате.
Велика Британија генерално ослобађа јавне хуманитарне организације од пословних пореза, пореза на корпорацију, пореза на доходак и одређених других пореза.

#### Владин сектор
Већина система ослобађа унутрашње владине јединице од свих пореза. Код вишеструких јурисдикција, ово изузеће се генерално протеже на ниже јединице и унутар њих. На пример, у Сједињеним Америчким Државама државна и локална самоуправа не подлежу федералним, државним и локалним порезима на добит.

#### Пензијски систем
Већина система не опорезују ентитете који се баве улагањем у пензиони фонд, и активности за запослене једног или више послодаваца или у корист запослених. Поред тога, многи системи такође обезбеђују пореско ослобађање за личне пензионе планове.

#### Образовне институције
Неке јурисдикције пружају потпуне или делимичне пореске олакшице за образовне институције. Ова изузећа могу бити ограничена на одређене функције или приходе.

#### Остале непрофитне организације
Неке јурисдикције осигуравају пореске олакшице за поједине врсте организација које не испуњавају било коју од горенаведених категорија.

#### Реципрочна ослобађања
Неке јурисдикције дозвољавају ослобађање од пореза за организације које су ослобођене пореза у неким другим јурисдикцијама. На пример, већина држава САД дозвољава ослобађање од пореза за организације које су већ у систему препознате по ослобађању од пореза.

#### Порез на промет
Већина савезних америчких држава које намећу продају и коришћење пореза ослобађају препродавце од пореза на промет робе која ће на крају бити продата. Поред тога, државе тог типа ослобађају од пореза на промет робе која се користи за производњу друге робе, као што су сировине.